# 浦南街道
浦南街道，中国浙江省金华市浦江县下辖的一个街道。

## 辖区
该街道辖有：	文溪居委会、江滨居委会、丰安居委会、蒋塘村、前于村、浦南村、平一村、平二村、石埠村、巧溪村、宋溪村、西张村、横塘村、金星村、潘宅村、华墙村、尼山村、湖山村、万田村、长春村、余间村、洪田畈村、朱云村、黄都村、三村、四村、五村、丽水村、七村、八村、